# علامة بيمبرتون
علامة بيمبرتون هي مجموعة من العلامات تتمثل في احتقان الوجه، وتوسع أوردة الوجه والرقبة، وحصول صرير شهيقي، وارتفاع ضغط الوريد الوداجي، وذلك بعد رفع المريض ليديه فوق مستوى رأسه وهذه تسمى طريقة بيمبرتون.

## التسمية
سميت باسم العالم الدي اكتشف هذه الظاهرة د. هوف بيمبرتون في عام 1946 م.

## الأسباب
تظهر علامة بيمبرتون في بعض الحالات المصاحبة للأورام داخل المنصف، وبعض حالات الدراق التي تمتد للأسفل حتى وراء عظمة القص.
هذه الحالات تسبب أحياناً عند القيام بطريقة بيمبرتون الضغط على الوريد الأجوف العلوي مما تسبب هذه العلامات السابقة.